# موتورسیکلت تریومف
تریومف (انگلیسی: Triumph Motorcycles) شرکت موتورسیکلت‌سازی بریتانیایی است، که در سال ۱۸۸۸ تأسیس شد. این شرکت ابتدا دوچرخه تولید می‌کرد و در سال ۱۹۰۲ تولید موتورسیکلت را آغاز کرد. بیشتر فعالیت ترایمف بر روی موتور سیکلت‌های کروزر است. این کمپانی بزرگ‌ترین تولیدکننده موتورسیکلت متعلق به انگلستان است که در سال ۱۹۸۳ توسط جان بلور پس از ورود شرکت اصلی مهندسی تریومف تأسیس شد. شرکت جدید که در ابتدا (تریومف کاونتری) نام داشت، نسل تریوف را در تولید موتور سیکلت از سال ۱۹۰۲ ادامه داد. آنها دارای تأسیسات تولیدی عمده در تایلند هستند. طی ۱۲ ماه قبل تا ژوئن ۲۰۱۷، تریومف ۶۳٫۴۰۰ موتورسیکلت فروخت.

## تاریخچه

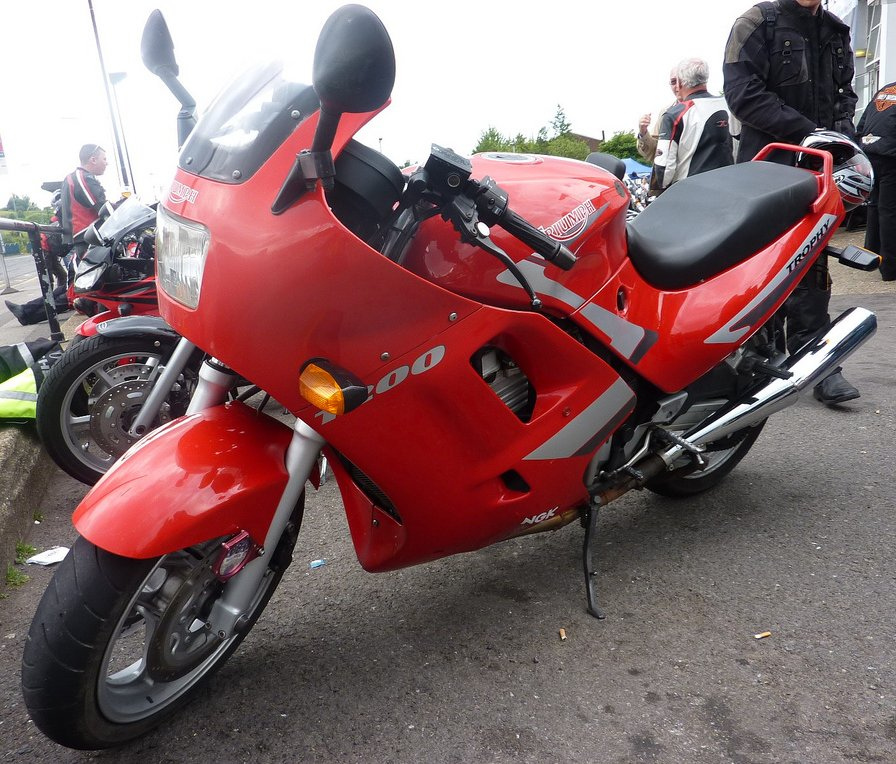
تریومف ۱۲۰۰ سی‌سی مدل ۱۹۹۱

هنگامی که مهندسی تریومف در سال ۱۹۸۳ وارد بازار شد، جان بلور نام و حقوق ساخت را از گیرنده رسمی خرید. کارخانه تولید شرکت سابق منسوخ شده بود و قادر به رقابت با فناوری تولیدکنندگان ژاپنی نبود، بنابراین بلور تصمیم گرفت فوراً برند را مجدداً راه اندازی کند. در ابتدا، تولید تریومف کاونتری قدیمی تحت لیسانس لس هریس از Racing Spares در نیوتون آبوت، ادامه یافت تا شکاف بین پایان شرکت قدیمی و شروع یک شرکت جدید پر شود. به مدت پنج سال از سال ۱۹۸۳، حدود ۱۴ دستگاه در هفته در اوج تولید ساخته شد. آنها هرگز به دلیل مشکلات بیمه مسئولیت به ایالات متحده وارد نشدند.

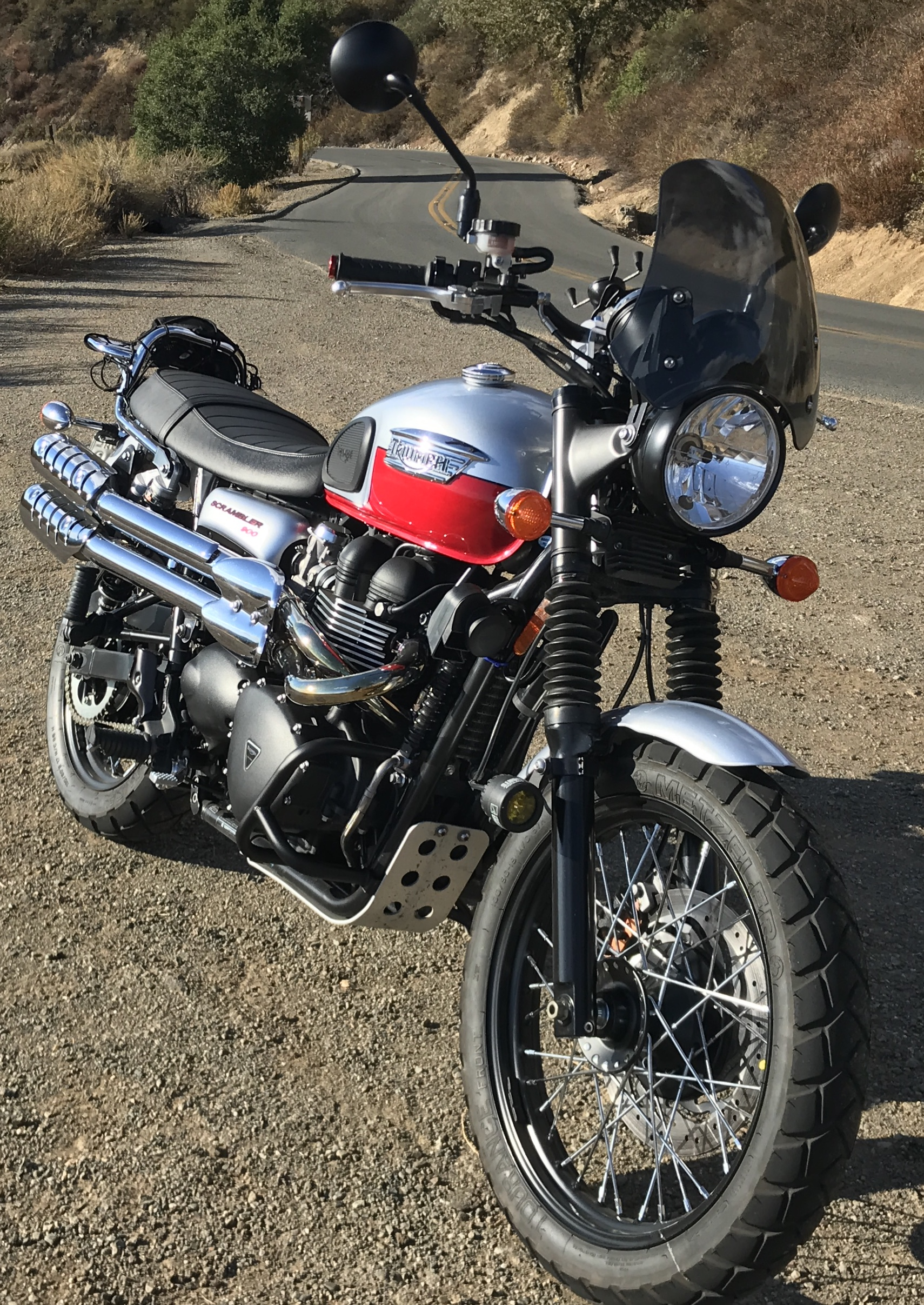
تریومف مدل ۲۰۱۴

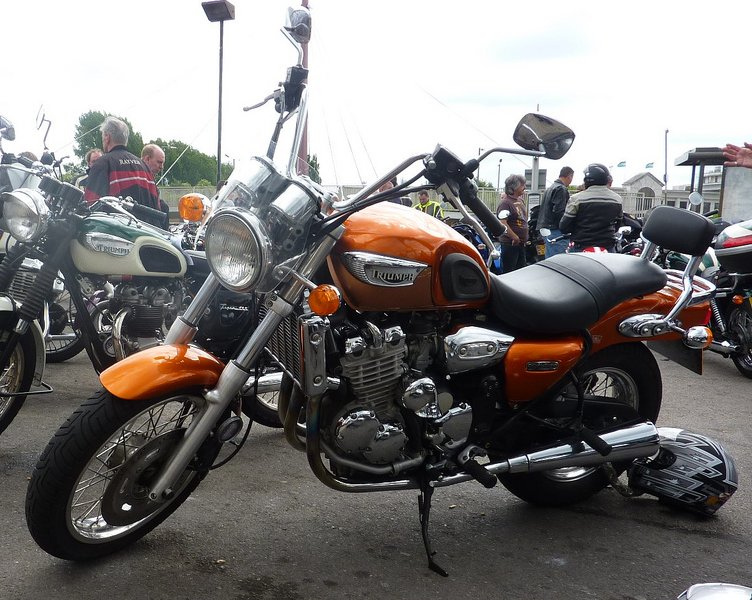
تریومف ۹۰۰سی‌سی

بلور شروع به مونتاژ تجارت جدید تریومف کرد و تعدادی از طراحان سابق گروه را برای شروع کار بر روی مدل‌های جدید استخدام کرد. این تیم برای بازدید از تأسیسات رقبای خود از ژاپن دیدن کرد و تصمیم گرفت تکنیک‌های ساخت ژاپنی و به‌ویژه ماشین‌آلات کنترل‌شده با کامپیوتر نسل جدید را اتخاذ کند. در سال ۱۹۸۵، تریومف اولین مجموعه‌ای از تجهیزات را خریداری کرد تا به‌طور مخفیانه روی نمونه‌های اولیه جدید خود کار کند. تا سال ۱۹۸۷، این شرکت اولین موتور خود را تکمیل کرد. در سال ۱۹۸۸، بلور بودجه ساخت یک کارخانه جدید را در زمینی به مساحت ۱۰ جریب (۴۰٫۰۰۰ متر مربع) در هینکلی تأمین کرد. اولین هینکلی تریومف برای مدل سال ۱۹۹۱ تولید شد. بین ۷۰ تا ۱۰۰ میلیون پوند بین خرید برند تا پایان سال ۲۰۰۰ برای شرکت سرمایه‌گذاری شد.
همزمان با افزایش ظرفیت تولید، بلور شبکه جدیدی از توزیع کنندگان صادراتی را تأسیس کرد.
در ساعت ۲۱:۰۰ روز ۱۵ مارس ۲۰۰۲، زمانی که شرکت در حال آماده شدن برای جشن گرفتن صدمین سالگرد برند تریومف بود، نیمی از کارخانه اصلی شامل محل مونتاژ و فروشگاه‌ها در اثر آتش‌سوزی که در پشت تأسیسات شروع شد، از بین رفت. در اوج آتش، بیش از ۱۰۰ آتش‌نشان با ۳۰ خودرو در حال مهار آتش بودند. با این وجود، این شرکت که در آن زمان بیش از ۶۵۰ نفر را استخدام می‌کرد، به سرعت کارخانه را بازسازی کرد و تا سپتامبر همان سال به تولید بازگشت.
در ماه مه ۲۰۰۲، تریومف ساخت یک مرکز تولید زیر مجموعه جدید را در شهر چونبوری، تایلند برای ساخت اجزای مختلف آغاز کرد. کارخانه دوم در سال ۲۰۰۶ توسط شاهزاده اندرو، دوک یورک، که در آن یک مرکز نقاشی مرطوب و خط مونتاژ تأسیس شد، افتتاح شد. سومین کارخانه در سال ۲۰۰۷ افتتاح شد که شامل ریخته‌گری و ماشینکاری با فشار بالا بود و تریومف اعلام کرد که در حال گسترش است تا ظرفیت را به بیش از ۱۳۰٫۰۰۰ موتورسیکلت افزایش دهد. موتورسازی تریومف تایلندی یک شرکت ۱۰۰٪ متعلق به بریتانیا است و اکنون حدود ۱۰۰۰ کارمند دارد.
در ژوئن ۲۰۰۹ دیگبی جونز، بارون جونز از بیرمنگام، وزیر بازرگانی سابق، رئیس هیئت مدیره شد و ۱۶۰۰ سی‌سی (۹۸ مکعب اینچ) تریومف تاندربرد دو سیلندر معرفی شد.
در سال ۲۰۱۷، تریومف و باجاج آتو، یک سازنده موتورسیکلت و سه چرخ هندی مستقر در شهر پونه، همکاری خود را اعلام کردند. این شرکت همچنین در کی‌تی‌ام و موتور سیکلت Husqvarna مشارکت دارد. در نتیجه، باجاج و تریومف موتورسیکلت با ظرفیت کمتری را برای بازارهای در حال توسعه با حجم بالاتر می‌سازند و همه محصولات تحت برند تریومف قرار می‌گیرند. این قرارداد همچنین به باجاج دسترسی به عملیات برند تریومف در بازار هند را می‌دهد.
در یک بیانیه مطبوعاتی به تاریخ ۲۰ ژوئیه ۲۰۲۱، تریومف برنامه رقابت آفرود کارخانه‌ای را برای ایجاد ماشین‌های جدید موتور کراس و اندرو اعلام کرد. در همان نسخه، آنها مشارکت هفت بار قهرمان موتور کراس AMA و قهرمان پنج بار سوپرکراس، ریکی کارمایکل و قهرمان پنج بار اندرو، ایوان سروانتس را در توسعه موتورسیکلت‌های جدید اعلام کردند.

## عملکرد مالی
بر اساس نتایج سال منتهی به ژوئن ۲۰۲۲، گردش مالی در تریومف با یک چهارم جهش به ۷۷۴ میلیون پوند و سود دو برابر شد و به ۹۳ میلیون پوند رسید.
در سال ۲۰۱۷، درآمد تریومف با ۲۲ درصد افزایش به ۴۹۸٫۵ میلیون پوند و این افزایش سود قبل از مالیات را از ۱۶٫۶ میلیون پوند در سال قبل به ۲۴٫۷ میلیون پوند افزایش داد. اکنون بیش از ۸۵ درصد از موتورسیکلت‌ها در بازارهای خارج از کشور فروخته می‌شود، اما ۹۴۰۰ موتورسیکلت فروخته شده در بریتانیا در سال ۲۰۱۷ یک رکورد برای این شرکت است.